# Маријев систем потреба
Године 1938,  Хенри Мурај развио је систем потреба као део његове теорије личности, коју је назвао персонологија. Тврдио је да свако има низ универзалних основних потреба, са индивидуалним разликама у овим потребама, што доводи до јединствености код личности кроз различите диспозитивне тенденције за сваку потребу. Другим речима, специјалне потребе су некима битније него другима. У својој теорији, Мурај тврди да потребе и притисци (друга компонента теорије) делују заједно како би створили унутрашње стање неравнотеже: појединац се онда ангажује у некој врсти понашања како би смањио напетост.  Мурај је веровао да би студије личности требало гледати на особу  у целости током њеног животног века- да би људи требало да буду анализирани у смислу сложених интеракција и целог система а не појединачни делови- и понашање појединца, потребама и његовим нивоима, итд. Све су део тог размишљања. Мурај је такође тврдио да је постојала биолошка (посебно неуролошка) основа за личност и понашање..

## Потребе
Мурај дефинише потребу као нагон који има потенцијал да подстакне понашање код особе. На пример, потреба за припадношћу може подстаћи особу да се придружи друштвеној организацији. Потребе су често под утицајем од стране еколошког стимуланса или притиска, друга компонента Мурајеве теорије.
Индивидуалне разлике у нивоима потреба доводе до јединствености личности особе, другим речима, специфичне потребе могу бити некима битније у односу на друге. Према Мурају, људске потребе су психогене по пореклу, функционишу на несвесном нивоу и могу играти главну улогу у дефиницији личности. Фрустрација ових психогених потреба игра централну улогу у пореклу психолошких болова. Такође је веровао да ове потребе могу бити мерене пројективним тестовима, посебно једним који је он развио, познат као „тематски аперцептивни тест ТАТ “. За разлику од Масловљеве хијерархије потреба, Мурајеве потребе нису засноване на хијерархији, појединци могу бити високи у једној а ниски у другој и на вишеструке потребе може утицати једна акција. Мурај разликује сваку потребу као посебну, али препознатљива сличност међу њима кодирана је бар делимично у његовом систему категоризације. Понашање може испунити више од једне потребе: на пример, обављање тежег задатка за ваше братство може задовољити потребе постигнућа и припадности. Иако је свака потреба важна по себи, он је такође веровао да потребе могу подржавати или сукобљавати једне с другима, и могу бити међусобно повезане. Он је сковао израз "субвенционисање потреба" како би описао када су две или више потреба комбиноване како би се задовољила јача потреба, а термин "фузија потреба" да опише када једна акција задовољава више од једне потребе . На пример, потреба за доминацијом може се супротставити потребама за припадношћу када превише контролишу понашање, одвоје породицу, романтичне партнере и пријатеље. Потреба би могла бити чисто унутрашње стање, али чешће је то изазвано притиском.

## Притисци
Мурај  је тврдио да фактори околине играју улогу у томе како се психогене потребе приказују у понашању. Користио је термин "притисци" да би описао спољне утицаје на мотивацију који могу утицати на потребу појединца, као и њихово понашање.   "Притисак" објекта је оно што може да учини за субјекат или субјекту.
Сваки стимулус са потенцијалом да утиче на појединца на позитиван или негативан начин се назива "притисним", а све остало се назива инертним. "Притисак перцепције" је како субјект тумачи као позитиван или негативан стимуланс. 'Притисак аперцепције' се односи на претпоставке да ће стимулус бити перципиран као позитиван или негативан. Мурај напомиње да су и пресретнута перцепција и аперцепција  у великој мери несвесни. Притисци могу имати позитивне или негативне ефекте, могу бити покретни (утичу на субјект ако не раде ништа) или непокретни (утичу на субјект ако предузму акцију) и могу бити алфа притисци (стварни ефекти) или бета притисци(само перципирани ).

## Потребе по категоријама
Мурај дели потребе у неколико бинарних категорија; Манифестне (Овертни) или латентне (Прикривени), свесне или несвесне, и примарне(висцерогени) и секундарне (психогени) потребе .. Manifest (sometimes called overt) needs are those that are allowed to be directly expressed, while latent (sometimes called covert) needs are not outwardly acted on. Манифестне (понекад се називају отвореним) потребе су оне којима се дозвољава директно исказивање, а латентне (понекад зване тајне) потребе не делују споља. Свесне потребе су  оне које субјект може самопроизвести, док су несвесне потребе све друге. Манифестне потребе се разликују од латентих по томе што особа може директно да изрази потребу за коју не зна или за коју су свесни. Категоризација се најчешће односи на поделу између примарних (висцерогених) и секундарних (психогених) потреба.

### Примарне / Висцерогене потребе
Примарне (Висцерогене) потребе дефинише Мурај  као потребе које укључују одређени биолошки процес и настају као одговор на одређене стимулусе или догађаје који доводе тело ка одређеном исходу ("позитиван" или "негативан"). На пример, дехидратација покреће "потребу за водом", која заузврат доводи особу да тражи и уноси воду. Првих шест примарних потреба; Ваздух, вода, храна, секс и лактација се сматрају "позитивним" потребама, јер оне воде неког према одређеном објекту или акцији. Преосталих седам; Истицање, уринирање, дефекација и четири потребе за избегавање (погледајте пасус доле) сматрају се "негативним" потребама док удаљавају особу од објекта (или у неким случајевима према протеривању објекта).
| Жељени исход | Потребе               | Смерне силе                     |
| ------------ | --------------------- | ------------------------------- |
| Унос         | Ваздух                | Позитивно Кретање према објекту |
| Унос         | Вода                  | Позитивно Кретање према објекту |
| Унос         | Храна                 | Позитивно Кретање према објекту |
| Унос         | Стимулација           | Позитивно Кретање према објекту |
| Учинак       | Секс                  | Позитивно Кретање према објекту |
| Учинак       | Лактација             | Позитивно Кретање према објекту |
| Учинак       | Дисање                | Негативно Кретање од објекта    |
| Учинак       | Уринирање             | Негативно Кретање од објекта    |
| Учинак       | Дефекација            | Негативно Кретање од објекта    |
| Ретракције   | Избегавање непознатог | Негативно Кретање од објекта    |
| Ретракције   | Избегавање топлоте    | Негативно Кретање од објекта    |
| Ретракције   | Избегавање хладноће   | Негативно Кретање од објекта    |
| Ретракције   | Избегавање штете      | Негативно Кретање од објекта    |

#### Секундарне(Психогене) потребе
Секундарне (психогене) потребе произилазе из или су под утицајем примарних потреба. Мурај  је идентификовао 17 секундарних потреба, од којих свака припада једној од осам потребних домена: амбиција, материјализам, статус, моћ, садо-мазохизам, социјална-усклађеност, наклоност и информације. Потребе у сваком домену имају сличне теме које их подржавају; на пример, домен амбиције садржи све оне потребе које се односе на постигнуће и препознавање.
| Опструктивни домен    | Потреба за         | Репрезентативно понашање |
| --------------------- | ------------------ | --- |
| Амбиције              | Надмоћ             | Одобрење за моћ (често се раздваја на постизање и препознавање)                                                               |
| Љубазност међу људима | Саосећање          | Да су нечије потребе задовољене од стране некога или нечега. Укључује бити вољен, збринут, помогнут, утешен и добити опроштај |
| Одбрана статуса       | Изолација          | Бити изолован од других (супротно од изложености)                                                                             |
| Материјализам         | Задржавање         | Задржати власништво над неким објектом                                                                                        |
| Љубазност међу људима | Одбијање           | Одвојити себе од негативно посматраних објеката илки особа                                                                    |
| Амбиције              | Препознавање       | Тражити похвале за своја постигнућа                                                                                           |
| Љубазност међу људима | Игре               | Захвалити се, смејати се, опуштати, уживати у себи                                                                            |
| Материјализам         | Ред                | Да ствари буду чисте и уредне                                                                                                 |
| Љубазност међу људима | Припадност         | Бити близак и одан другој особи, задовољавати их и придобити њихово пријатељство                                              |
| Љубазност међу људима | Нега               | Помоћи беспомоћнима, хранити их и чувати од опасности                                                                         |
| Амбиције              | Достигнуће         | Извршити тешке задатке, превазићи препреке и постати стручњак                                                                 |
| Амбиције              | Доказивање         | Утицати на туђе мисли, поступке и речи иако су шокантни                                                                       |
| Материјализам         | Конзервирање       | Задржати стање неког објекта                                                                                                  |
| Материјализам         | Стицање            | Стећи власништво над неким објектима                                                                                          |
| Материјализам         | Изградње           | Организовати или изградити неки објекат                                                                                       |
| Одбрана статуса       | Невиност           | Спречити оштећење самопоштовања или „доброг имена”                                                                            |
| Одбрана статуса       | Избегавање         | Ибегнути неуспех или понижење                                                                                                 |
| Одбрана статуса       | Одбрана            | Одбранити себе од напада или сакривати било који спствени неуспех                                                             |
| Одбрана статуса       | Контракција        | Надокнадити неуспех покушавајући да се превазиђу препреке                                                                     |
| Људска моћ            | Доминација         | Контролисати сопствену околину уз помоћ команде или убеђивања                                                                 |
| Људска моћ            | Поштовање          | Дивити се супериорној особи, хвалити је, поштовати њена правила                                                               |
| Људкса моћ            | Аутономија         | Одолети туђем утицају и тежити независности                                                                                   |
| Људска моћ            | Контрирање         | Понашати се другачије, супротно нормама                                                                                       |
| Људска моћ            | Избегавање         | Избећи да будеш понижен или осрамоћен                                                                                         |
| Садо–мазохизам        | Понижење           | Предати се или потчинити другима, прихватити кривицу или казну, уживати у туђој несрећи                                       |
| Садо–мазохизам        | Агресија           | Насилно преузети контролу, казнити или нанети зло                                                                             |
| Садо–мазохизам        | Избегавање кривице | Избегавање асоцијалног понашања да би се избегла кривица и остроцизам                                                         |
| Размена информација   | Разумевање         | Разумети, бити радознао, постављати питања, стећи ново знање                                                                  |
| Размена информација   | Излагање           | Наћи и демонстрирати везе између чињеница                                                                                     |

## Пријаве

### Тестирање личности
Мурајев систем потреба утицао је на стварање тестова личности, укључујући и објективне и субјективне мере. Тест личности је упитник или други стандардизовани инструмент дизајниран да открије аспекте особина појединца или психолошке маске. Мурајев систем потреба директно је утицао на развој различитих мера личности, укључујући Образац истраживања личности и Џексонов инвентар личности..

#### Тематски аперцептни тест
Хенри Мурај, заједно са Кристијаном Морган, развио је тематски аперцептни тест (ТАТ) као средство за процену личности. ТАТ се заснива на претпоставци да су људске несвесне потребе усмерене на спољни стимуланс. Мурај и Морган су створили ТАТ да би проценили "притисак" и "потребу", што је Мурај нагласио у својој теорији личности. ТАТ-ом управља један проценитељ, који бира подскуп карата (углавном у вези са одређеном темом или оне са  којима се најбоље осећају) од 32 доступних; Мурај  је препоручио одабир 20. Свака картица садржи различите двосмислене сцене које се односе на интерперсоналне ситуације. Од испитаника се тражи да детаљно објасне шта виде. На пример, објашњење може укључивати наратив о томе шта се дешава и шта се може одвијати, а шта субјекти на сцени осећају или размишљају. Из ове приповести, процењивач користи теоријске теме Мураја да закључи карактеристике личности.

##### Даља истраживања
Мурајева теорија личности била је основа за неколико области даљег психолошког истраживања. Три од потреба које је идентификовао - Потреба за моћ, потреба за припадношћу и потреба за постизањем - касније ће бити предмет значајних студија и сматраће се посебно важним; користи се за развијање теорија као што је Масловљева хијерархија потреба, Дејвид Мекеландова "Теорија о мотивацији достигнућа", аспекти модела ефикасности менаџмента базираних на компетенцији Рихарда Бојатзиса и још много тога.
Мурајев концепт "притиска" и његов нагласак на важност еколошких догађаја (и њиховог субјективног тумачења) такође су били веома значајни за касније психолошко истраживање. Бехавиористичка психологија, коју су развили Јохн Б. Ватсон и Б. Ф. Скинер, фокусирани на еколошке догађаје, док је когнитивна психологија укључила фокус на субјективну интерпретацију догађаја, засновану на још једној од Мурајевих идеја (његову категоризацију притиска као Алфа или Бета.

## Критике
Иако је Мурајева теорија имала значајан утицај на тестирање и истраживање личности, неки критичари кажу да је његов систем потреба превише широк и прилично субјективан. Једна критика ове хијерархије јесте да јој недостаје објективни критеријум за потребе. Такође се може рећи да неке од потреба могу да се сукобљавају једне са другима као постигнуће и нега, које се баве супротстављеним идејама да су препреке активне, а да је неговање пасивно.  Приликом оцењивања ТАТ-а, критичари тврде да тест има ниску поузданост и валидност тест-ретестирања. Ово је вероватно због контрастних инструкција експеримената.